# Ternstroemia duidae
Ternstroemia duidae är en tvåhjärtbladig växtart som beskrevs av Henry Allan Gleason. Ternstroemia duidae ingår i släktet Ternstroemia och familjen Pentaphylacaceae. Inga underarter finns listade i Catalogue of Life.